# Le livre de jade
Le livre de Jade (1867), publicado sob o pseudônimo Judith Walter,  é uma coletânea pioneira de traduções de poesia chinesa para o francês, organizada em sete seções temáticas. O livro contém poemas de poetas da China, divididos em sete seções: Os Namorados (17 poemas), A Lua (9 poemas), O Outono (12 poemas), Os Viajantes (6 poemas), O Vinho (8 poemas), A Guerra (7 poemas) e Os poetas (12 poetas).
A obra, resultado da colaboração entre Judith Gautier e seu tutor Tin-Tun-Ling (ou Din Dunling), influenciou escritores como Machado de Assis, que adaptou parte dos poemas em Falenas (1870), e destacou-se por sua abordagem lírica e orientalista no século XIX. Machado de Assis incluiu uma seção Lira Chinesa em seu livro, com diversas traduções de poemas integrantes de Le Livre de Jade.

## Domínio público
O livro está em domínio público nos Estados Unidos e pode ser encontrado em formato digital no Project Guthenberg.